# Roland van Benthem
Roland van Benthem (sinh ngày 24 tháng 2 năm 1968 tại Emmeloord) là một chính trị gia người Hà Lan và cựu công chức. Là một thành viên của Đảng Nhân dân Tự do và Dân chủ (Volkspartij voor Vrijheid en Democratie), ông hiện là thị trưởng Eemnes.

## Tiểu sử
Được đào tạo như một kế toán viên điều lệ Van Benthem làm việc cho Cục Quản lý Thuế và Hải quan, tại Bộ Tài chính cũng như Bộ Ngoại giao và tại Văn phòng của Nữ hoàng.
Từ năm 1994 đến năm 2005, ông là ủy viên hội đồng Zeist, một đô thị của tỉnh Utrecht. Từ năm 2004 đến 2007, ông là thành viên của Tỉnh bang Utrecht. Vào ngày 1 tháng 9 năm 2005, ông trở thành thị trưởng của Eemnes, cũng là một đô thị của tỉnh Utrecht.
Là người đồng tính, ông là thủ quỹ của tổ chức LGBT COC Nederland từ năm 2001 đến 2004.

## Vai trò
- Nghị sĩ Order of Orange-Nassau, 2007 [1]